# Baricz György
Ikafalvi Baricz György (Baritz György) (Nagyenyed, 1779. október 28. – Zára, 1840. december 27.) mérnökkari császári-királyi alezredes.

## Élete
Atyja református pap volt. Szülővárosában végezvén a bölcseleti, hittani és jogi tanulmányokat, Bécsbe ment a mérnöki akadémiába, ahonnan öt év mulva 1805-ben a hadmérnöki karhoz vétetett fel kadétnak; 1807 szeptemberében ugyanott főhadnagynak neveztetett ki. E pályán kivált Raguzában, Leopoldvárban, Eszéken és Peschierában több évig várerősítési tiszti, Dalmáciában - Zárában pedig igazgatói hivatalt viselt; végre 1839 novemberében alezredes lett. A Magyar Tudományos Akadémia 1832. március 9-ei második nagygyűlésén levelező tagjául választotta.

## Írásai
Benkő Ferenc életrajzát irta a Tudományos Gyűjteménybe (1817. XII. 112.); a Magyar Tudományos Akadémiahoz tudósítást küldött be a milánói és velencei könyvtárakról (M. Tud. Társ. Évk. II. 1–20, 63–73.); értekezést írt a Magyar Kurírba (1823): Egy a Dunán Pest és Buda között építendő, lánczon függő, állandó hidról, mely az Ephemer. Posonienses című hírlapban latinul is megjelent. A Magyar Tudományos Akadémia részint kéziratok vizsgálásával, részint a hadtudományi szótár tetemes részének elkészítésével őt bízta meg.

## Munkája
- Cornelius Tacitus munkái. I. kötet. Bécs, 1822.

Életének egy részét Tacitus Historiái s Annalesei és Ifjabb Plinius leveleinek magyarra fordításával töltötte, mely azonban kéziratban maradt.